# Le Dernier Tournant
Pour plus de détails, voir Fiche technique et Distribution.
Le Dernier Tournant est un film français réalisé par Pierre Chenal, sorti en 1939
Il s'agit d'une adaptation du roman Le facteur sonne toujours deux fois  (The postman always rings twice) de James M. Cain, publié en 1934.

## Synopsis
Un vagabond ,Frank Maurice, caché a l'arrière du camion de l'entreprise niçoise Spada   est prié de sortir du véhicule par le chauffeur qui va faire le plein à la station service à proximité  . Frank demande au patron de la station de bien vouloir lui servir à manger bien que sans le sou. Nick ,le patron, lui sert gracieusement un repas et lui propose de travailler avec lui. Réticent au debut, le vagabond donne son accord en voyant la femme de Nick dont il tombe amoureux et deviendra l'amant.Puis il  aide celle-ci à se débarrasser de son mari, d'abord en l'assommant par surprise. Juste blessé Nick se retrouve à l'hôpital sans comprendre ce qui lui est arrivé. Le vagabond lui fait croire qu'il a glissé dans sa baignoire. Dans un seconde tentative,la bonne,il assomme Nick saoul et le place dans sa voiture qu'il précipite dans un ravin. Il maquille le crime en accident. Ensuite , parce qu'on le croit coupable d'avoir tué la jeune femme dans un accident de voiture, il est condamné à mort.

## Fiche technique
- Titre : Le Dernier Tournant
- Réalisation : Pierre Chenal
- Scénario : Charles Spaak, avec la collaboration d'Henri Torrès, d'après le roman de James M. Cain
- Assistant réalisateur : Henri Calef
- Photographie : Christian Matras
- Musique : Jean Wiener
  - Direction de l'orchestre : Roger Désormière
- Production : Gladiator Films
- Pays de production :  France
- Langue : français
- Format : Noir et blanc ; 1.37 : 1 ; Mono (Western Electric Recording)
- Genre : Film dramatique, Film noir
- Durée : 90 minutes
- Date de sortie : 
  - France : 17 mai 1939

## Lieux de tournage
- Route  du  Col de Vence
- Route du bord de mer entre Villeneuve Loubet et Antibes
- Studios de Joinville

## Distribution
- Fernand Gravey : Frank Maurice, un vagabond qui devient l'employé de Nick et l'amant de sa femme
- Michel Simon : Nick Marino, le patron d'une station service-restaurant perdue au milieu de nulle part
- Corinne Luchaire : Cora Marino, la femme infidèle de Nick, que son mari dégoûte
- Marcel Vallée : le juge d'instruction
- Robert Le Vigan : le cousin maître-chanteur
- Étienne Decroux : le bistrot
- Florence Marly : Madge, une chasseuse-dompteuse avec laquelle Frank a une liaison
- Auguste Boverio : le prêtre
- René Bergeron : le commissaire de police
- Charles Blavette : un camionneur
- Georges Douking : un joueur
- Marcel Duhamel : le monsieur pressé
- Étienne Decroux : le patron du bistrot
- Pierre Labry : un camionneur
- Jean-François Martial : l'architecte
- Serge Nadaud : le motard
- Fred Pasquali : un joueur
- Georges Paulais : le greffier
- Georges Péclet : l'assureur
- Pierre Sergeol : l'avocat
- Yvonne Yma : une femme